# Бурлінський район
Бурлі́нський район (каз. Бөрілі ауданы, рос. Бурлинский район) — адміністративна одиниця у складі Західноказахстанської області Казахстану. Адміністративний центр — місто Аксай.

## Населення
Населення — 58138 осіб (2021; 53235 у 2009, 48958 у 1999, 42062 у 1989).

## Склад

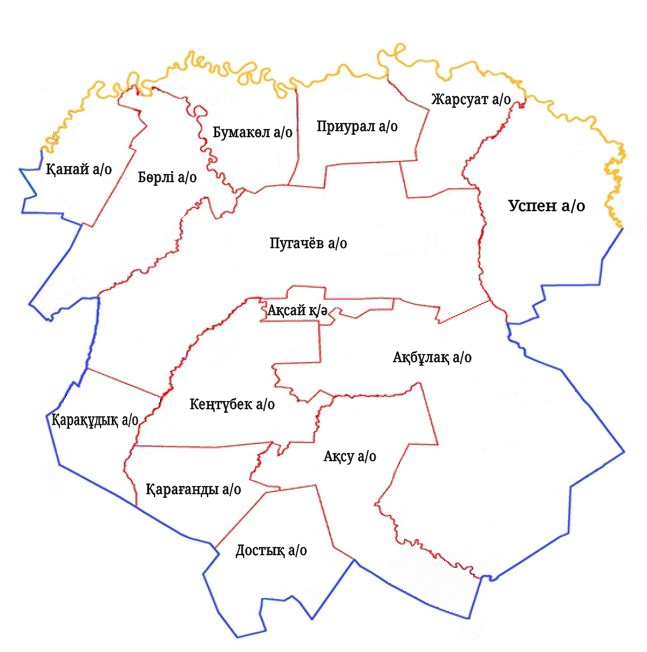
Адміністративний поділ району

До складу району входять міська адміністрація та 13 сільських округів:
| Поселення                       | Площа, км² | Населення, осіб (1989) | Населення, осіб (1999) | Населення, осіб (2009) | Населення, осіб (2021) | Центр      | Населені пункти |
| ------------------------------- | ---------- | ---------------------- | ---------------------- | ---------------------- | ---------------------- | ---------- | --------------- |
| Аксайська міська адміністрація  | 42,78      | 18900                  | 29626                  | 36416                  | 43080                  | Аксай      | 3               |
| Акбулацький сільський округ     | 986,65     | 1371                   | 1309                   | 784                    | 776                    | Акбулак    | 1               |
| Аксуський сільський округ       | 342,58     | 1213                   | 937                    | 635                    | 599                    | Аксу       | 2               |
| Бумакольський сільський округ   | 213,97     | 1406                   | 1347                   | 1158                   | 974                    | Бумаколь   | 3               |
| Бурлінський сільський округ     | 588,63     | 4075                   | 2895                   | 3280                   | 3726                   | Бурлін     | 2               |
| Григор'євський сільський округ  | 356,68     | 1156                   | 1045                   | 1056                   | 1038                   | Кентубек   | 2               |
| Достицький сільський округ      | 310,54     | 856                    | 948                    | 528                    | 405                    | Достик     | 1               |
| Жарсуатський сільський округ    | 265,72     | 1810                   | 1703                   | 1590                   | 1392                   | Жарсуат    | 3               |
| Канайський сільський округ      | 182,65     | 956                    | 761                    | 660                    | 599                    | Канай      | 2               |
| Карагандинський сільський округ | 331,34     | 1161                   | 889                    | 785                    | 612                    | Караганди  | 1               |
| Каракудуцький сільський округ   | 193,10     | 833                    | 679                    | 356                    | 317                    | Каракудик  | 1               |
| Приуральний сільський округ     | 238,62     | 1584                   | 1332                   | 1357                   | 1280                   | Приуральне | 1               |
| Пугачовський сільський округ    | 1094,74    | 4632                   | 4162                   | 3747                   | 2489                   | Пугачово   | 3               |
| Успенський сільський округ      | 418,35     | 2109                   | 1325                   | 883                    | 851                    | Успенка    | 3               |

## Найбільші населені пункти
Населені пункти з чисельністю населення понад 1000 осіб:
| № | Населений пункт | Населення, осіб (1989) | Населення, осіб (1999) | Населення, осіб (2009) | Населення, осіб (2021) |
| - | --------------- | ---------------------- | ---------------------- | ---------------------- | ---------------------- |
| 1 | Аксай           | 18237                  | 28953                  | 32873                  | 36293                  |
| 2 | Кизилтал        | 356                    | 359                    | 3068                   | 5865                   |
| 3 | Бурлін          | 3890                   | 2804                   | 3244                   | 3703                   |
| 4 | Пугачово        | 1097                   | 1426                   | 2070                   | 2427                   |
| 5 | Приуральне      | 1577                   | 1332                   | 1357                   | 1280                   |
| 6 | Жарсуат         | 1291                   | 1112                   | 1151                   | 1054                   |

## Господарство

### Рекреація
Станом на 2025 рік в межах району існує 2 офіційних місця масового відпочинку, туризму та спорту на водних об'єктах та водогосподарських спорудах:
- приватний пляж бази відпочинку "Riverside" (ТОВ "Батыс өндіріс-құрылыс сервисі") на річці Утва в селі Аралтал Аксайської міської адміністрації;
- пляж літнього табору станцію юних туристів на річці Бума в селі Бумаколь Бумакольського сільського округу.